# 블리치드

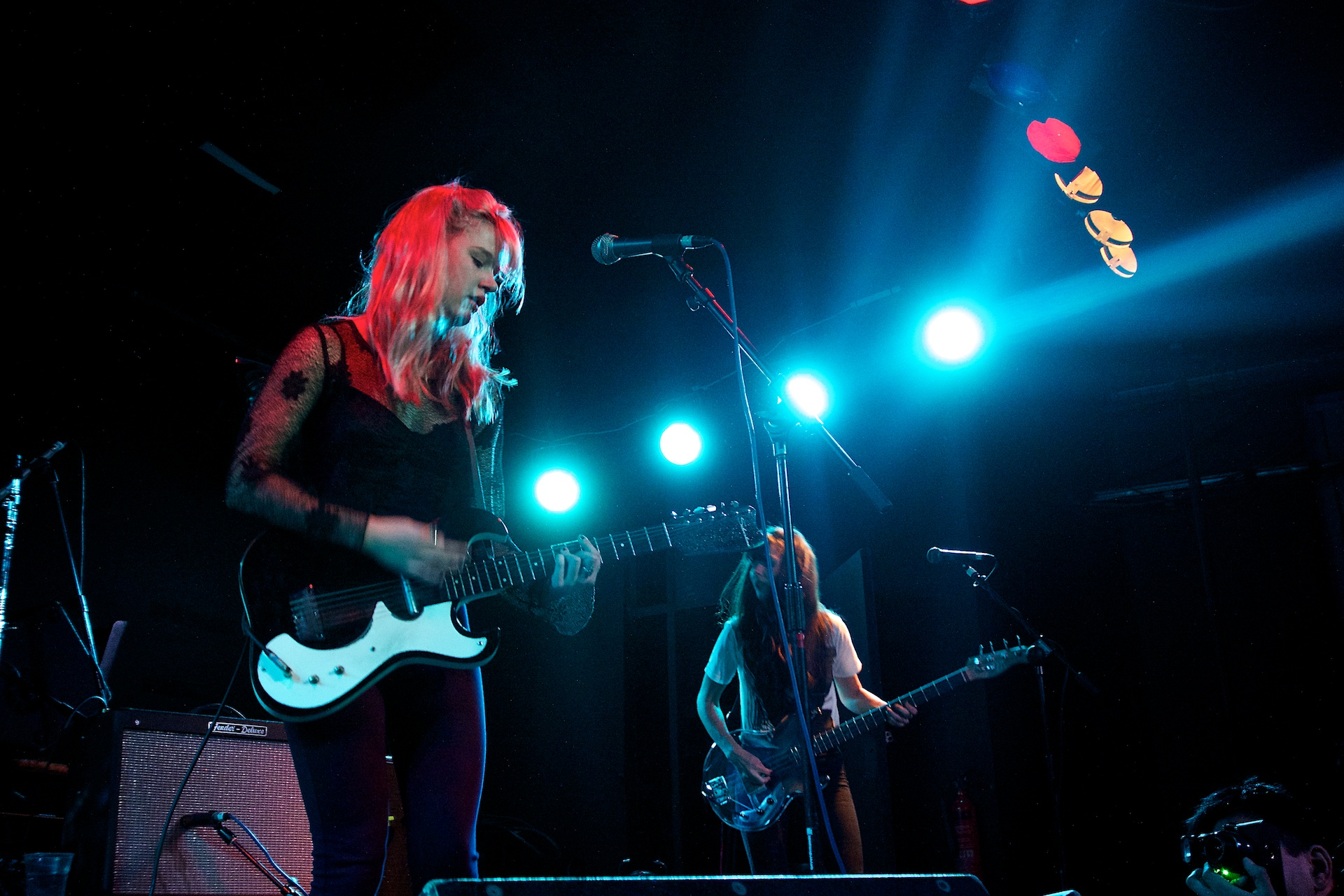
2013년 블리치드의 모습

블리치드(Bleached)는 2011년 미국 로스앤젤레스에서 결성한 팝 밴드로 미카 미코에서 활동했던 자매 제니퍼 클래빈과 제시카 클래빈이 결성했다. 데드 오션스에서 세 장의 정규 음반 《Ride Your Heart》(2013), 《Welcome the Worms》(2016), 《Don't You Think You've Had Enough?》(2019)를 발매했다.

## 역사
블리치드는 미카 미코의 프론트우먼이었던 제니퍼 클래빈과 기타리스트 제시카 클래빈 자매가 2011년 캘리포니아주 로스앤젤레스 에코파크에서 결성했다. 미카일라 그레이스가 2014년 라이브 멤버로 들어왔고, 닉 필럿이 2016년 드러머로 영입되었다.
밴드는 결성 직후 세 장의 싱글 〈Francis〉, 〈Carter〉, 〈Searching Through the Past / Electric Chair〉를 빠르게 발매하였다. 이후 첫 정규 음반인 《Ride Your Heart》가 2013년 4월 2일 데드 오션스를 통해 발매하였다. 이 음반은 빌보드 히트시커스 앨범 차트에서 18위를 기록했다. 2014년에는 EP 《For the Feel》을 발매했다. 2016년 4월 1일에는 두 번째 정규 음반 《Welcome the Worms》를 발매하였으며, 히트시커스 앨범 차트에서 15위, 인디펜던트 앨범 차트에서 46위를 기록하였다.

## 멤버
- 제니퍼 클래빈 – 리드 보컬, 기타, 신스
- 제시카 클래빈 – 리드 기타, 베이스
- 닉 필럿 – 드럼, 타악기

## 디스코그래피
정규 음반
- Ride Your Heart (2013)
- Welcome the Worms (2016)
- Don't You Think You've Had Enough? (2019)

EP
- For the Feel (2014, Dead Oceans)
- Can You Deal? (2017, Dead Oceans)

싱글
- Carter (2011, Art Fag Recordings)
- Francis (2011, Post Present Medium)
- "Searching Through the Past" / "Electric Chair" (2011, Suicide Squeeze)